# Faro de Portzic

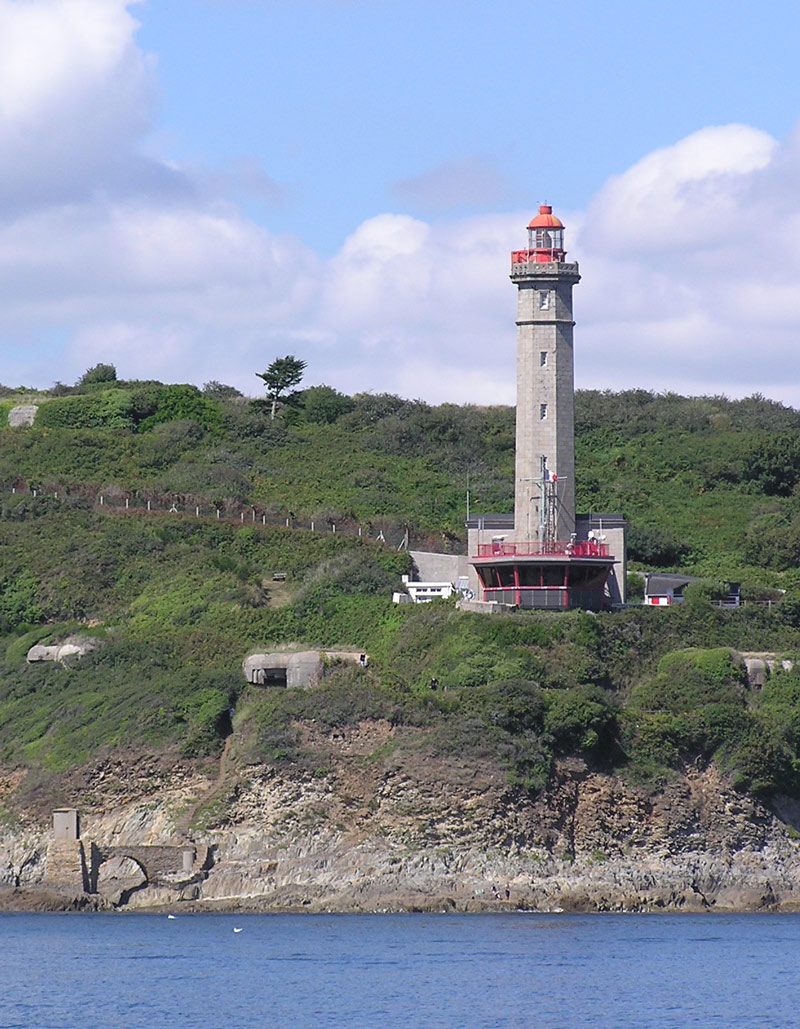
Faro de Portzic.

El Faro de Portzic es el más cercano a la ciudad de Brest (Finistère, Francia).
Construido sobre terrenos militares en 1848, fue electrificado en 1953 y está automatizado desde 1984. Ubicado en la punta de Portzic frente a la punta de los Españoles, el faro se sitúa entre la ría de Brest y el Atlántico, en un brazo de mar conocido como Goulet de Brest.

## Características
- Posición: 48°21′30″N 4°32′03″O / 48.35833, -4.53417
- Altura: 35 m
- Elevación sobre el nivel del mar: 56 m
- Distancia del foco luminoso: 17 millas
- Características luminosas: 2 ocultaciones sobre luz de color alternativo (blanca y roja) cada 12 segundos, 2 destellos direccionales

- Datos: Q1357930
- Multimedia: Portzic lighthouse / Q1357930